# Parapsycho – Spektrum der Angst
Parapsycho - Spektrum der Angst és una pel·lícula de terror austríaca del 1975 dirigida per Peter Patzak, protagonitzada per Marisa Mell, Leon Askin i Debra Berger. Dividit en tres episodis, utilitza la percepció extrasensorial, la reencarnació i la telepatia com a temes. Fins i tot a l'escola del Nou Cinema Alemany, la pel·lícula va ser innovadora per utilitzar imatges d'una autòpsia real, començant per la incisió del cos de l'estern a l'Os pubis, en lloc de recrear l'escena amb pròtesis o efectes especials.

## Sinopsi
La pel·lícula comença amb la següent pregunta: quantes persones creuen en fenòmens sobrenaturals, quantes afirmen haver tingut aquestes experiències? Quins experiments s'han fet per esbrinar, quins fenòmens s'han observat? Aquests fenòmens aparentment inexplicables s'exploren en tres episodis que no estan relacionats entre si. Tot i això, totes les històries tenen una cosa en comú: l'alienació o la manca de connexió entre els seus protagonistes i la espantosa impossibilitat de l'amor. El primer episodi tracta sobre la reencarnació, el segon sobre la metempsicosi i l'últim la telepatia, mostrant des d'una autòpsia en directe fins a imatges televisives que provoquen problemes telepàtics.

## Repartiment
Reinkarnation:
- Marisa Mell – Greta
- Peter Neusser – Harry
- Leon Askin – The old man

Metempsychose:
- Mascha Gonska – Mascha, eine Medizinstudentin
- William Berger – Pathologie-Professor, ihr Liebhaber
- Signe Seidel – seine Frau
- Debra Berger – Debbie, beider Tochter

Telepathie:
- Mathieu Carrière – Mario, Kunstmaler
- Alexandra Drewes – Barbara, die junge Braut
- Helmut Förnbacher – der junge Bräutigam
- Heinz Marecek – Marios bester Freund
- Jane Tilden – Marios Mutter